# Terone

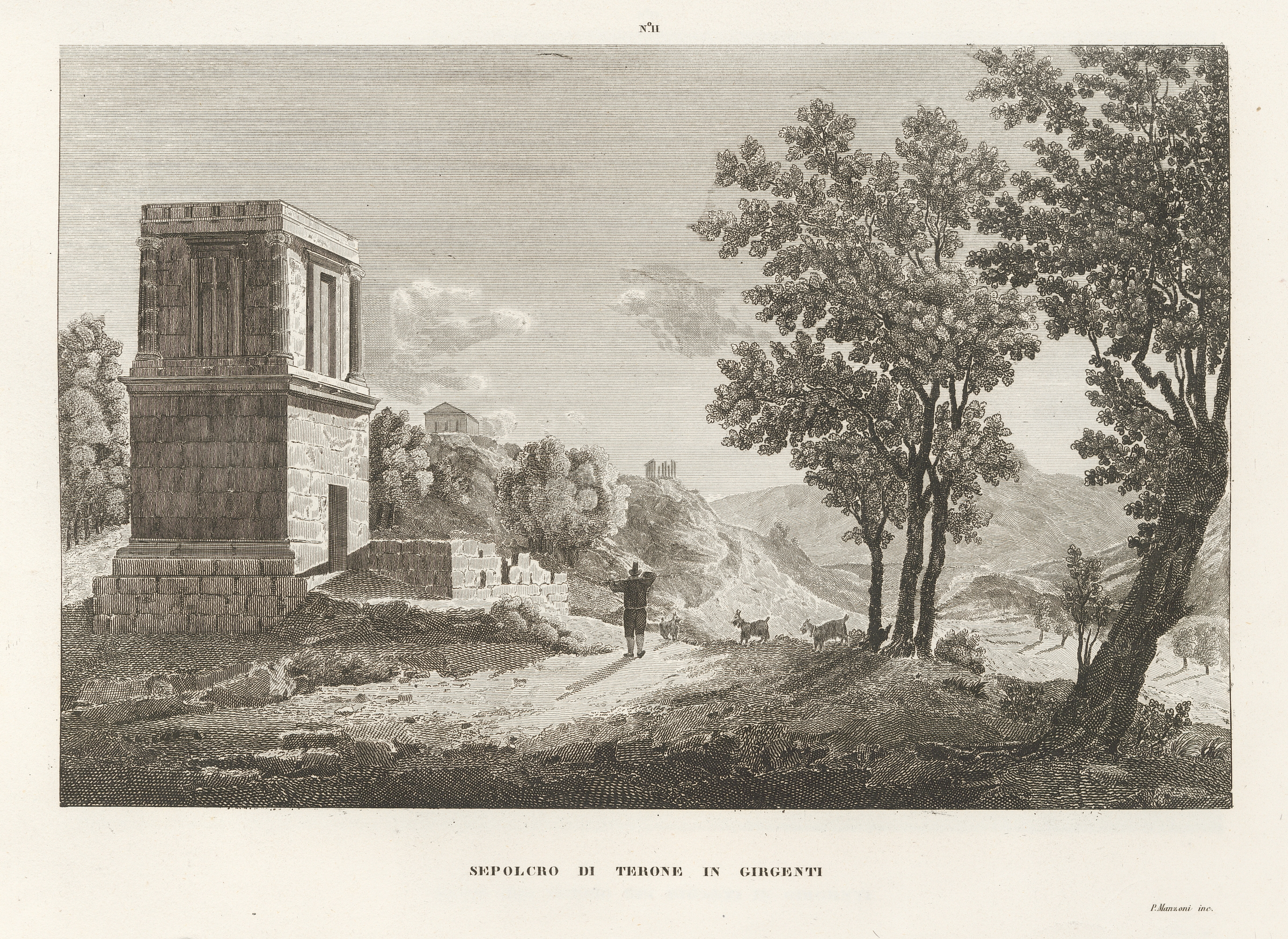
Incisione del 1845 raffigurante la tomba di Terone

Terone (forse 535 a.C. – 472 a.C.) fu tiranno di Agrigento dal 488 o 487 a.C. alla morte, nel 472 a.C.

## Biografia
Appartenente alla famiglia dei Emmenidi, figlio di Enesidemo e discendente di Telemaco, secondo Pindaro era imparentato con Cadmo, anche se i suoi più diretti antenati sono i Rodii che fondarono Gela.
Sfruttando certamente le sue origini facoltose, anche se poche sono le informazioni, si impadronì della città di Akragas nel 488 a.C. Polieno scrive che Terone arruolò al suo soldo anche guardie mercenarie che lo aiutarono a prendere il potere. Se mai si può prendere per buono il resoconto di Polieno, Terone, conquistato il potere, non tardò a trovare oppositori alla sua gestione come i parenti Capys e Ippocrate.
Il suo nome ritorna nella scelta di esiliare da Imera Terillo, il tiranno della città, nel 482 a.C. circa, lasciando al potere suo figlio Trasideo. Avendo in suo potere le due città, all'epoca di rilevante potenza, di Agrigento e Imera, stringe un'alleanza con Gelone di Siracusa e per siglare il patto, Terone offrì al tiranno di Siracusa in sposa la figlia Demarete. La loro alleanza permise di respingere i Cartaginesi di Amilcare nella importante battaglia di Imera del 480 a.C. Grazie alla vittoria Terone riuscì a raccogliere numerosi prigionieri coi quali costruì grandi monumenti ed edifici pubblici come le condutture feacie.
I rapporti tra Gelone e Terone furono sempre molto buoni, sennonché, alla morte del primo nel 478 a.C., le dispute tra Polizelo e Gerone rovinarono questi rapporti. Polizelo intanto aveva preso per moglie Damarete, anche se non era riuscito ad imporsi sul fratello che lo aveva esiliato; in un primo momento, quindi, data la parentela con Terone, Polizelo avrebbe cercato rifugio alla corte del tiranno agrigentino. In nome dell'alleanza che probabilmente si instaurò tra i due, Terone mosse contro Gerone per detronizzarlo ma, non appena arruolò l'esercito, tra i due nemici si siglò una pace. Questa decisione di improvvisa cessazione delle ostilità, viene spiegata da Timeo il quale scrive che Terone avrebbe risentito dei consigli del poeta Simonide che gli avrebbe proposto di far sposare la sorella come accordo a questo patto. Di altra opinione si presenta Diodoro che scrive che il figlio Trasideo, posto già in precedenza al governo della città di Imera, si fosse schierato a favore di Gerone che avrebbe tradito quindi l'alleanza, stipula già da Gelone, con i Siracusani e fatto pace col fratello Polizelo.
Terone si era allarmato del governo del figlio nella città di Imera che era in rivolta, allora, al comando del proprio esercito, si diresse verso la città che conquistò e successivamente esiliò i dissidenti; ripopolò la città con le genti di origine dorica.
Terone morì nel 472 a.C.. Nonostante abbia reagito con crudeltà alla rivolta degli Imeresi, Terone è stato sempre ricordato come un tiranno mite ed equo. Certamente Agrigento sotto la sua direzione prosperò e si abbellì con numerosi edifici a testimonianza dell'opulenza che il governo di Terone aveva portato. La sua figura è oggigiorno ricordata soprattutto grazie agli elogi che Pindaro scrisse nelle sue poesie e, in parte, anche dal più imparziale Diodoro Siculo. In suo onore fu eretto un meraviglioso monumento nei dintorni di Agrigento a ricordo delle imprese eroiche che compì.